# Морганс Појнт Резорт (Тексас)
Морганс Појнт Резорт (енгл. Morgan's Point Resort) град је у америчкој савезној држави Тексас. По попису становништва из 2010. у њему је живело 4.170 становника.

## Демографија
Према попису становништва из 2010. у граду је живело 4.170 становника, што је 1.181 (39,5%) становника више него 2000. године.
| Група             | 2000.         | 2010.         |
| Белци             | 2.636 (88,2%) | 3.508 (84,1%) |
| Афроамериканци    | 13 (0,4%)     | 64 (1,5%)     |
| Азијати           | 18 (0,6%)     | 15 (0,4%)     |
| Хиспаноамериканци | 277 (9,3%)    | 502 (12,0%)   |
| Укупно            | 2.989         | 4.170         |